# مسجد الذهب
مسجد الذهب (بالفلبينية: Moskeng Ginto، بالإنجليزية: Masjid Al-Dahab ) يقع المسجد في القسم الذي يحضى بأغبية مسلمة من سكانة من منطقة كويابو في مانيلا عاصمة الفلبين، يعتبر المسجد من أكبر مساجد العاصمة مانيلا، حصلت المسجد على اسمه مسجد الذهب نسبة للقبة الذهبية التي تعلو سقفه، فضلا عن موقعه في شارع جلوبو دي أورو .

## البناء
تحت إشراف سيدة الفلبين الأولى السابقة إيميلدا ماركوس بدأ بناء المسجد في الرابع من شهر أغسطس من عام 1976، ويخدم المسجد الآن العديد المسلمين من المجتمع المسلم في مانيلا، ويمتليء المسجد بالمصلين خاصة خلال صلاة الجمعة، يمكن للمسجد أن يستوعب ما يصل إلى 3،000 مصلي في وقت واحد.

## العمارة
تشتمل عمارة مسجد الذهب على خليط من التأثيرات الخارجية والمحلية، فنقوش قبته ومئذنته وبتاء هياكله اعتمد على العمارة العربية، في حين مخططاته الهندسية تقترض كثيرا من الألوان والأشكال المختلفة من عرق وفن ماراناو وماجوينداناو وتاوسونج، وتستند الخطوط المنحنية على زخارف الثعبان في فن ماراناو، ويحوي المسجد أيضا ألواح الزجاج الملون والذي صمم من قبل الفنان انطونيو دوملاو، وفقا لمشرفي المسجد وفقد كانت المئذنة ايله للسقوط للأسفل بسبب مشاكل في سلامة هيكلية المسجد في وقت وفترة ليتو اتينزا العمدة السابق للعاصمة، وهناك خطط بالفعل لإعادة بناء المئذنة، كما تلقى مشرفي المسجد التبرعات من جميع أنحاء العالم والتي وصلت 12 مليون بيسو فلبيني .